# Somatina ctenophora
Somatina ctenophora là một loài bướm đêm trong họ Geometridae.